# Лютиков, Фёдор Павлович
Фёдор Павлович Лютиков (5 мая 1930 — 27 апреля 2016) — комбайнёр совхоза «Россия» Алтайского района Хакасской автономной области. Герой Социалистического Труда (13.12.1972).

## Биография
Родился 5 мая 1930 года в селе Кирово Алтайского района Красноярского края в семье крестьянина. Работать начал с 1946 года трудоустроившись с овцеводческий совхоз "Россия". 
С 1953 года работал шофёром, а в 1955 году трактористом- комбайнёром. 
В 1972 году на комбайне "Сибиряк" достиг высоких показателей работы, подобрал с валки с площади 660 гектаров и намолотив 12000 центнеров зерна. По условиям социалистического соревнования по итогам уборки урожая присвоено звание "Гвардеец-72"
Указом от 13 декабря 1972 года за получение высоких показателей по сбору урожая зерновых был удостоен звания Герой Социалистического Труда с вручением ордена Ленина и золотой медали «Серп и Молот».
В период стрижки овец работал механиком. 
Последние годы проживал в посёлке Майна, в Хакасии. Умер 27 апреля 2016 года.

## Награды
Имеет следующие награды за трудовые и боевые успехи:
- Герой Социалистического Труда (13.12.1972);
- Орден Ленина (13.12.1972);
- Орден «Знак Почёта» (08.04.1971).